# کیم جونگ-هیئوک
کیم جونگ-هیئوک (انگلیسی: Kim Jong-hyeok؛ زادهٔ ۳۱ مارس ۱۹۸۳) یک داور فوتبال اهل کره جنوبی است.
وی از سال ۲۰۰۹ وارد فهرست بین‌المللی فیفا شده و یکی از داوران جام ملت‌های آسیا ۲۰۱۵ بوده است.